# او یوئنسن
او یوئنسن (دانمارکی: Aage Jørgensen; ۲۲ ژانویهٔ ۱۹۰۰ – ۴ سپتامبر ۱۹۷۲) ژیمناست هنری اهل دانمارک بود.
وی در مسابقات کشوری و بین‌المللی در مجموع برندهٔ ۱ مدال نقره شده‌است.